# L'Hôpital-Saint-Blaise
L'Hôpital-Saint-Blaise (på baskiska: Ospitalepea) är en kommun i departementet Pyrénées-Atlantiques i regionen Nouvelle-Aquitaine i sydvästra Frankrike. Kommunen ligger i kantonen Mauléon-Licharre som tillhör arrondissementet Oloron-Sainte-Marie. År 2022 hade L'Hôpital-Saint-Blaise 56 invånare.

## Befolkningsutveckling
Antalet invånare i kommunen L'Hôpital-Saint-Blaise
| Referens: INSEE |